# ПИК Таково
„Свислајон-Таково" д.о.о. (Swisslion-Takovo, познато и под некадашњим именом ПИК „Таково”) је прехрамбено предузеће са седиштем у Горњем Милановцу.  Представља део новосадске Свислајон групе, односно пословног система Свислајон.

## Историја
Предузеће „Таково” настало је на темељима некадашње горњомилановачке бомбонџијске радње „Таково”, коју је 29. јануара 1941. године основао Иван Милосављевић на адреси Краља Александра. Током Другог светског рата радња је радила без престанка. Након завршетка рата Занатска комора доноси потврду, којом ова радња прераста у фабрику бомбона и ратлука „Таково”. Потом је породици Милосављевић фабрика одузета, чиме је она постала друштвена.
Од државне фабрике бомбона и ратлука „Таково” и земљорадничке задруге „Прогрес” 1962. године формира се предузеће ПИК „Таково” (пољопривредно индустријски комбинат „Таково”). Мада се као година оснивања предузећа узима 1959.
Одлучено је да се „Таково” развија у области индустријске производње хране, а не у примарној пољопривредној производњи.
Седамдесетих година „Таково” је остварило доминантан положај на тржишту у области кондиторских производа, када је некадашњи директор Јован Томовић купио лиценцу за производњу тада непознатог слаткиша, еурокрема, италијанског произвођача „Гандола”. Фабрика за производњу еурокрема пуштена је у рад 1970. године. Годишња производња износила је 1000 тона. 1976. године пуштена је у рад нова, велика фабрика за производњу овог чоколадног намаза. Почетком осамдесетих достигнута је максимална производња од чак 13000 тона.
Након што је изграђена нова фабрика кремова, уследила је градња нових фабрика, „Балтик” (производња вотке), „Пак-центар” и „Тако” (производња „Тако колача”).
Године 1976, комбинат је производио 33000 тона хране и запошљавао 1742 радника.
За време санкција ПИК је производио и испоручио хиљаде тона хране тржишту, чиме је допринео да се смање тешкоће. У истом периоду „Таково” је започело производњу екструдираних производа, набављена је најсавременија опрема, израђене су фабрика за производњу сточне хране, као и живинарска фарма.
- 1995. од РЈ „Тако” створена је мешовита фирма „Таково-Фабри”, настала заједничким улагањем „Такова” и италијанског произвођача бисквита и колача „Фабри”.
- 1997. комбинат је запошљавао више од 3500 радника, а велики део производње извозио се у Русију, САД, Италију, Грчку, Енглеску, Швајцарску, Саудијску Арабију и многе друге земље.[5]
- Почетком 2004. године новосадска прехрамбена компанија „Свислајон” купује комбинат „Таково”.[6]

Након приватизације долази до организационог реструктурирања „Такова”, односно до формирања зависних друштава (Таковија д.о.о, Еуролион д.о.о. и друга). Временом, фирми „Свислајон” д.о.о. Београд припојено је кондиторско предузеће „Еуролион” , чиме је ова фирма формирала своје огранке у Горњем Милановцу, што је за последицу имало то да је „Таково” престало са производњом слаткиша.  Огранак  је током 2019. године преузела Компанија „Таково”, која је на тај начин обновила производњу кондиторских производа. 
Компанија "Таково" је 2022. године донела одлуку о статусној промени, односно о припајању предузећа "Свислајон" Београд. На тај начин је "Таково" преузело производне погоне "Свислајон-а", чиме је фирма "Свислајон" угашена. Истовремено, са преузимањем "Свислајон-а", "Таково" мења назив у "Свислајон-Таково" д.о.о. Горњи Милановац. 
Тако да ово предузеће поред погона у Горњем Милановцу данас обухвата:
- Јувитана огранак Инђија
- Свислајон огранак Вршац, односно фабрике "Свислајон" и "Банат"
- Огранак "Винарија Драшковић" Вршац, односно некадашње предузеће "Вршачки виногради"
- Као и огранак "Хелвеција" чија је делатност хотелијерство

Данас „Свислајон-Таково” послује као друштво са ограниченом одговорношћу, чија је претежна делатност производња кондиторских производа. 

## Приватизација „Такова”
Када је Агенција за приватизацију објавила јавни позив, за куповину „Такова” биле су заинтересоване 4 компаније, међу којима и горњомилановачки „Металац”. Овој компанији није било дозвољено учешће у приватизацији. Као разлог наведено је то што „Металац” није из прехрамбене бранше.
На крају, предузеће је продато компанији Свислајон. Све до приватизације ово предузеће пословало је као друштвено, а потом је трансформисано у акционарско друштво. Убрзо, комбинат мења име у Компанија „Таково”. Такође, постаје члан новооснованог концерна Свислајон-Таково.

## Производи
Производња „Свислајон-Такова” се одвија у неколико фабрика смештених у Горњем Милановцу, Инђији и  Вршцу.
Производни програм:
- Таково Еурокрем, Еурокрем блок, Еуро блокић, Eurodessert и Eurocrem mix
- Таково ратлук у више укуса
- Таково наполитанке
- Чајно пециво Филби
- Кекс: Еурокрем сендвич, Тако Вита, Зека и други
- Слани програм Hello и Griski
- Таково шлаг и пудинг
- Snowlion сладоледи
- Алкохолна и жестока пића: Виљамовка Таково, Таково шљивовица (као и друге ракије од воћа), Балтик вотка, Пелинковац и друга жестока пића
- Воћни сокови 100%, нектари и сирупи Таково
- Таково џемови и мармеладе
- Дечја храна Јувитана (сокови и кашице)
- Месни наресци и паштете Таково
- Таково готова јела Премиум
- Таково супе, концентрати и зачин Таково
- Таково тестенина
- Таково беланца у праху
- Слани флипс Чаробњаци
- Слатки флипс, више врста
- Hello и Таково чипс у више укуса